# Waraqa ibn Nawfal
Waraqa ibn Nawfal ( ?- 610) est le cousin de Khadija, première épouse de Mahomet. Waraqa était, selon certaines sources traditionnelles [réf. à confirmer], un converti au christianisme nestorien, prêcheur à la Mecque, qui y mourut en chrétien nestorien. Il aurait reconnu la mission prophétique de Mahomet.

## Biographie traditionnelle
Waraqa est un personnage présenté dans les sira, biographies musulmanes traditionnelles de Mahomet, qui en parlent fort élogieusement. Néanmoins, hormis le récit de sa reconnaissance de la mission prophétique de Mahomet, celles-ci ne fournissent que peu d'informations d'ordre biographique, selon les historiens musulmans. La plupart des informations sur cette figure proviennent d'Ibn Ishaq (VIIIe siècle), dont certaines peuvent posséder une dimension légendaire et en quelques occasions certains aspects anachroniques.
Waraqa aurait, dès l'époque préislamique, renié le culte des idoles et se serait engagé dans la recherche de la hanifiyya avec trois autres personnages. Trois d'entre elles devinrent chrétiennes. Converti en Syrie, il serait un grand connaisseur des Écritures. Selon les récits traditionnels, Mahomet fut bouleversé par les premières révélations. Il craignait d'être possédé par un djinn, à l'instar des Kâhin que des djinns inspiraient à réciter des poèmes,.  Il se confia alors à son épouse Khadija qui lui conseilla de rencontrer Waraqa, son proche parent (son oncle ou son cousin selon les récits). Celui-ci aurait alors, devant celle-ci puis devant Mahomet reconnu son caractère prophétique et lui apporta son soutien. Certains historiens, pour expliquer l'absence de récit de conversion à l'islam, avancèrent la thèse que Waraqa serait mort peu après. D'autres récits de sa mort existent.

## Interprétations
Si les recensions rapportées par les différents auteurs différent légèrement, elles ont le point commun d'être une reconnaissance de la mission de Mahomet par un "représentant  de la tradition chrétienne". Cette rencontre avec Waraqa peut être rapprochée de la rencontre avec Bahira. Le vocabulaire utilisé  dans les récits liés à Waraqa renvoie à l'évangile de saint Jean et à l'annonce du Paraclet que cite à proximité Ibn Isham, qui s'inspire d'Ibn Ishaq. Cette annonce de Mahomet comme étant le Paraclet est "un thème de l'apologétique musulmane" et s'accompagne, en corollaire, de la thèse de la falsification des écritures.
Le topos "Saint, Saint" qu'aurait dit Waraqa en rencontrant Mahomet a été étudié par plusieurs auteurs. Le vocabulaire utilisé serait, pour Baumstark, " indication de traces d’une liturgie chrétienne en langue arabe avant Mahomet et à son époque". Les arguments de Baumstark ont été critiqués par Griffith. Cette référence montre, pour Gilliot, la présence de personnes à La Mecque informées sur le judaïsme, "voire sur le christianisme" et une diversité de langues. L'hypothèse d'un soutien de Waraqa dans la mise au point des révélations pourrait faire, pour ce même auteur du Coran un "travail collectif".
Dans l'apologétique chrétienne, Waraqa est décrit comme un moine hérétique, au point d'être confondu avec la figure de Bahira. Pour Joseph Azzi, Waraqa était un prêtre ébionite, directeur spirituel de Mahomet qui s'en serait détourné pour fonder un État musulman. D'autres recherches tendent à faire penser qu'il était Nazaréen (ébionite) ou judéo-nazaréen. Pour Gilliot, Waraqa appartient à la catégorie des "informateurs" avec qui  "Mahomet [...] poursuivit donc la tradition vivante de l’Antiquité tardive, celle du “targum”, interprétant/traduisant des logia pris des Écritures antérieures (ou de traditions orales), et pas seulement des trois mentionnées, mais aussi des apocryphes de l’Ancien et surtout du Nouveau Testament".